# Цикъл Вьолсунг
Цикълът Вьолсунг представлява няколко легенди от скандинавската митология, записани за пръв път в Исландия през Средновековието. Първоначалните исландски разкази са разширени значително чрез скандинавския фолклор, включвайки и историята за Хелги Хундингсбане, която вероятно преди това е съществувала съвсем отделно.
В цикълът Вьолсунг се разказва същата история като в средногерманската епична поема Песен за Нибелунгите.